# Franco López
Franco Sebastián López Taborda, noto semplicemente come Franco López (Paysandú, 20 ottobre 1992), è un calciatore uruguaiano, attaccante dell'Unión La Calera.

## Caratteristiche tecniche
È un centravanti.

## Carriera
Cresciuto nel settore giovanile dell'El Tanque Sisley, ha esordito in prima squadra il 14 febbraio 2015 disputando l'incontro di Primera División Profesional vinto 1-0 contro i Montevideo Wanderers. Il 15 gennaio 2017 si è trasferito al Cerro.

## Palmarès

### Competizioni nazionali
- Segunda División Profesional de Uruguay: 1

El Tanque Sisley: 2016